# Tam Phúc
Tam Phúc là một xã thuộc huyện Vĩnh Tường, tỉnh Vĩnh Phúc, Việt Nam.
Xã có diện tích 3,13 km², dân số năm 1999 là 3522 người, mật độ dân số đạt 1125 người/km².